# Rudolf Holste
Rudolf Holste (9 de abril de 1897 – 4 de dezembro de 1970) foi um general alemão que serviu durante a Segunda Guerra Mundial. Ele comandou o XXXXI Corpo Panzer durante a Batalha de Berlim, supostamente abandonando suas tropas em 1 de maio de 1945, pouco antes da cidade se render oficialmente.

## Biografia
Rudolf Holste se alistou no exército como voluntário em 1914 e se tornou um Leutnant da Reserva (artilharia) em 1915. Foi ativado em 1917 e continuou a sua carreira militar após a Primeira Guerra Mundial (1914-18).
Em Setembro de 1939, se tornou um Oberstleutnant e comandante do Reit.Art.Abt. 1. mais tarde estava no comando do Reit.Art.Rgt. (8 de Dezembro de 1939) e o regimento de Artilharia 73 (31 de Março de 1941). Foi promovido à Oberst em 1 de Fevereiro de 1942, Generalmajor em 1 de Outubro de 1944 e Generalleutnant em 20 de Abril de 1945.
Comandou sucessivamente o 14. Schtz.Bhg. (1 de Janeiro de 1943, m.d.F.b.), o Ostlegionen (16 de Dezembro de 1943), Kav.Brig. (1 de Setembro de 1944), 4ª Divisão de Cavalaria (28 de Fevereiro de 1945) e o XXXXI Corpo Panzer (20 de Abril de 1945, m.d.F.b.). Holste faleceu em Baden-Baden em 3 de Dezembro de 1970.

## Condecorações
Foi condecorado com a Cruz de Cavaleiro da Cruz de Ferro (6 de Abril de 1942), com Folhas de Carvalho (27 de Agosto de 1944, n° 561).